# Saint-Blaise, Haute-Savoie
Saint-Blaise är en kommun i departementet Haute-Savoie i regionen Auvergne-Rhône-Alpes i sydöstra Frankrike. Kommunen ligger i kantonen Cruseilles som tillhör arrondissementet Saint-Julien-en-Genevois. År 2022 hade Saint-Blaise 378 invånare.

## Befolkningsutveckling
Antalet invånare i kommunen Saint-Blaise
| Referens: INSEE |